# بيرت ليستر
بيرت ليستر (بالإنجليزية: Bert Lister)‏ هو لاعب كرة قدم بريطاني، ولد في 1940، وتوفي في 1 يوليو 2007. لعب مع أولدهام أثلتيك ومانشستر سيتي.